# 病毒式传播
病毒式传播是指当人們接触到一些感興趣的事物時，能够迅速的讓更多的人知道、了解這一事物。社交網站興起後，一个视频、图像或文章能在短时间内传播给众多在线用户:17 :21。